# Lista de episódios de Girl Meets World
Girl Meets World é uma comédia americana. A série estreou em 27 de junho de 2014 no Disney Channel nos Estados Unidos, em 13 de setembro no Disney Channel no Brasil, e em 24 de janeiro de 2015 no Disney Channel em Portugal.
A série é uma sequência da série da década de 90: Boy Meets World. A série segue Cory e Topanga  e os seus filhos: Riley e Auggie e a melhor amiga de Riley, Maya , enquanto eles navegam nos desafios da vida. A série passa-se em Nova York, onde Cory e Topanga mudaram-se no episódio final de Boy Meets World.
Em 6 de agosto de 2014, a série foi renovada para uma segunda temporada, que estreou em 11 de maio de 2015 e terminou em 11 de março de 2016. A Série neste momento encontra-se na 3ªTemporada.
Na madrugada de 5 de janeiro de 2017 os criadores anunciaram em sua conta do Twitter que a série havia sido oficialmente cancelada com seu último episódio indo ao ar em 20 de janeiro nos EUA

## Resumo
| Temporada | Temporada | Episódios | Exibição original    | Exibição original     | Exibição em Portugal             | Exibição em Portugal             | Exibição no Brasil    | Exibição no Brasil     |
| Temporada | Temporada | Episódios | Estreia da temporada | Final da temporada    | Estreia da temporada             | Final da temporada               | Estreia da temporada  | Final da temporada     |
| --------- | --------- | --------- | -------------------- | --------------------- | -------------------------------- | -------------------------------- | --------------------- | ---------------------- |
|           | 1         | 20        | 27 de junho de 2014  | 27 de março de 2015   | 24 de janeiro de 2015            | 4 de setembro de 2015            | 26 de julho de 2014   | 12 de dezembro de 2015 |
|           | Especial  | Especial  | 17 de abril de 2015  | 17 de abril de 2015   | 2 de outubro de 2015             | 2 de outubro de 2015             | 22 de agosto de 2015  | 22 de agosto de 2015   |
|           | 2         | 30        | 11 de maio de 2015   | 11 de março de 2016   | 18 de novembro de 2015           | 16 de dezembro de 2016           | 6 de setembro de 2015 | 10 de dezembro de 2016 |
|           | 3         | 21        | 3 de junho de 2016   | 20 de janeiro de 2017 | 15 de setembro de 2020 (Disney+) | 15 de setembro de 2020 (Disney+) | 2 de novembro de 2016 | 1 de julho de 2017     |

## Episódios

### 1ª Temporada (2014–15)
| Episódio (série) | Episódio (temp.) | Título | Dirigido por   | Escrito por                                      | Exibição original                                                   | Código de produção | Audiência (em milhões) |
| ---------------- | ---------------- | --- | -------------- | ------------------------------------------------ | ------------------------------------------------------------------- | ------------------ | ---------------------- |
| 1                | 1                | "Garota Conhece o Mundo(BR) Riley e o Mundo (PT)" Girl Meets World"                                        | John Whitesell | Michael Jacobs                                   | 27 de junho de 2014 26 de julho de 2014 24 de janeiro de 2015       | 101                | 5.16                   |
| 2                | 2                | "Garota Conhece Garoto(BR) Riley e o Rapaz (PT)" Girl Meets Boy"                                           | Joel Zwick     | Michael Jacobs                                   | 11 de julho de 2014 14 de setembro de 2014 30 de janeiro de 2015    | 102                | 3.23                   |
| 3                | 3                | "Garota Conhece o Ataque Surpresa(BR) Riley e o Ataque Surpresa (PT)" Girl Meets Sneak Attack"             | Joel Zwick     | Cindy Fang                                       | 18 de julho de 2014 20 de setembro de 2014 6 de fevereiro de 2015   | 104                | 2.64                   |
| 4                | 4                | "Garota Conhece o Pai(BR) Riley e o Pai (PT)" Girl Meets Father"                                           | Joel Zwick     | Randi Barnes                                     | 25 de julho de 2014 21 de setembro de 2014 13 de março de 2015      | 106                | 3.28                   |
| 5                | 5                | "Garota Conhece a Verdade(BR) Riley e a Verdade (PT)" Girl Meets the Truth"                                | Joel Zwick     | Matthew Nelson                                   | 1 de agosto de 2014 27 de setembro de 2014 13 de fevereiro de 2015  | 103                | 2.79                   |
| 6                | 6                | "Garota Conhece a Popularidade(BR) Riley e a Popularidade (PT)" Girl Meets Popular"                        | Jon Rosenbaum  | Jeff Menell                                      | 8 de agosto de 2014 28 de setembro de 2014 20 de fevereiro de 2015  | 111                | 2.42                   |
| 7                | 7                | "Garota Conhece a Mãe da Maya(BR) Riley a Mãe da Maya (PT)" Girl Meets Maya's Mother"                      | John Whitesell | Matthew Nelson                                   | 15 de agosto de 2014 4 de outubro de 2014 27 de fevereiro de 2015   | 112                | 4.08                   |
| 8                | 8                | "Garota Conhece a Smackle(BR) Riley e a Smackle (PT)" Girl Meets Smackle"                                  | Ben Savage     | Teresa Kale                                      | 12 de setembro de 2014 5 de outubro de 2014 6 de março de 2015      | 118                | 2.38                   |
| 9                | 9                | "Garota Conhece 1961(BR) Riley e o ano de 1961 (PT)" Girl Meets 1961"                                      | Rider Strong   | Matthew Nelson                                   | 19 de setembro de 2014 30 de dezembro de 2014 20 de março de 2015   | 114                | 2.47                   |
| 10               | 10               | "Garota Conhece a Chapéu Louco(BR) Riley e a Chapelinhos (PT)" Girl Meets Crazy Hat"                       | Joel Zwick     | Lauren Otero                                     | 26 de setembro de 2014 4 de janeiro de 2015 12 de junho de 2015     | 107                | 2.50                   |
| 11               | 11               | "Garota Conhece o Mundo: de Terror(BR) Riley e o Terror (PT)" Girl Meets World: of Terror"                 | Joel Zwick     | Teresa Kale                                      | 2 de outubro de 2014 23 de outubro de 2014 23 de outubro de 2015    | 108                | 2.23                   |
| 12               | 12               | "Garota Conhece os Esquecidos(BR) Riley e os Esquecidos (PT)" Girl Meets the Forgotten"                    | Joel Zwick     | Jeff Menell                                      | 10 de outubro de 2014 11 de janeiro de 2015 3 de abril de 2015      | 117                | 2.61                   |
| 13               | 13               | "Garota Conhece as Falhas(BR) Riley e as Falhas (PT)" Girl Meets Flaws"                                    | Joel Zwick     | Mark Blutman                                     | 17 de outubro de 2014 18 de janeiro de 2015 24 de abril de 2015     | 116                | 2.11                   |
| 14               | 14               | "Garota Conhece a Amizade(BR) Riley e a Amizade (PT)" Girl Meets Friendship"                               | John Whitesell | Mark Blutman                                     | 21 de novembro de 2014 25 de janeiro de 2015 8 de maio de 2015      | 109                | 2.21                   |
| 15               | 15               | "Garota Conhece o Irmão(BR) Riley e o Irmão (PT)" Girl Meets Brother"                                      | John Whitesell | Randi Barnes Cindy Fang Teresa Kale Lauren Otero | 28 de novembro de 2014 10 de abril de 2015 22 de maio de 2015       | 105                | 2.42                   |
| 16               | 16               | "Garota Conhece o Natal em Família(BR) Riley e as Férias de Natal (PT)" "Girl Meets Home for the Holidays" | John Whitesell | Jeff Menell                                      | 5 de dezembro de 2014 12 de dezembro de 2015 18 de dezembro de 2015 | 113                | 2.49                   |
| 17               | 17               | "Garota Conhece a Noite do Jogo(BR) Riley e a Noite do Jogo (PT)" Girl Meets Game Night"                   | Michael Kelly  | Cindy Fang Lauren Otero Randi Barnes             | 9 de janeiro de 2015 18 de julho de 2015 26 de junho de 2015        | 115                | 2.64                   |
| 18               | 18               | "Garota Conhece o Plano de Mestre(BR) Riley e o Grande Plano (PT)" "Girl Meets Master Plan"                | Jon Rosenbaum  | Michael Jacobs                                   | 16 de janeiro de 2015 25 de julho de 2015 10 de julho de 2015       | 121                | 2.71                   |
| 19               | 19               | "Garota Conhece a Escolha de Farkle(BR) Riley e a Escolha do Farkle (PT)" "Girl Meets Farkle's Choice"     | John Whitesell | Mark Blutman                                     | 6 de fevereiro de 2015 1 de agosto de 2015 31 de julho de 2015      | 110                | 2.25                   |
| 20               | 20               | "Garota Conhece Primeiro Encontro(BR) Riley e o Primeiro Encontro (PT)" "Girl Meets First Date"            | Rider Strong   | Susan Estelle Jansen                             | 27 de março de 2015 8 de agosto de 2015 4 de setembro de 2015       | 120                | 2.28                   |

### Especial (2015)
- Nota: Este episódio Tem a Atriz Debby Ryan  Da série Jessie

| Episódio (série) | Episódio (temp.) | Título                                                                            | Dirigido por | Escrito por | Exibição original                                             | Código de produção | Audiência (em milhões) |
| ---------------- | ---------------- | --------------------------------------------------------------------------------- | ------------ | ----------- | ------------------------------------------------------------- | ------------------ | ---------------------- |
| 21               | 1                | "Garota Conhece a Demolição(BR) Riley e a Demolition (PT)" Girl Meets Demolition" | Joel Zwick   | Jeff Menell | 17 de abril de 2015 22 de agosto de 2015 2 de outubro de 2015 | 207                | 2.08                   |

### 2ª Temporada (2015-16)
- Nota: O Netflix liberou a temporada inteira em 1 de julho de 2016, antes da exibição oficial dos episódios dublados no Disney Channel Brasil.

| Episódio (série) | Episódio (temp.) | Título | Dirigido por                 | Escrito por                    | Exibição original                                                   | Código de produção | Audiência (em milhões) |
| ---------------- | ---------------- | --- | ---------------------------- | ------------------------------ | ------------------------------------------------------------------- | ------------------ | ---------------------- |
| 22               | 1                | "Garota Conhece Gravidade(BR) Riley e a Gravidade (PT)" "Girl Meets Gravity"                                                                     | Rider Strong                 | Randi Barnes                   | 11 de maio de 2015 6 de setembro de 2015 27 de novembro de 2015     | 201                | 2.05                   |
| 23               | 2                | "Garota Conhece o Novo Mundo(BR) Riley e o Seu Novo Mundo (PT)" "Girl Meets The New World"                                                       | Joel Zwick                   | Teresa Kale                    | 12 de maio de 2015 13 de setembro de 2015 4 de dezembro de 2015     | 208                | 2.14                   |
| 24               | 3                | "Garota Conhece o Segredo da Vida(BR) Riley e o Segredo da Vida (PT)" "Girl Meets The Secret Of Life"                                            | Rider Strong Shiloh Strong   | Mark Blutman                   | 13 de maio de 2015 20 de setembro de 2015 11 de dezembro de 2015    | 202                | 2.60                   |
| 25               | 4                | "Garota Conhece Plutão(BR) Riley e Plutão (PT)" "Girl Meets Pluto"                                                                               | Joel Zwick                   | Matthew Nelson                 | 14 de maio de 2015 27 de setembro de 2015 1 de janeiro de 2016      | 203                | 2.36                   |
| 26               | 5                | "Garota Conhece Sr. Esquilos(BR) Riley Conhece Sr. Esquilos (PT)" "Girl Meets Mr. Squirrels"                                                     | Rider Strong Shiloh Strong   | Michael Jacobs                 | 15 de maio de 2015 5 de janeiro de 2016 15 de janeiro de 2016       | 204                | 2.20                   |
| 27               | 6                | "Garota Conhece a Consciência(BR) Riley e a Consciência (PT)" "Girl Meets the Tell-Tale-Tot"                                                     | Ben Savage                   | Teresa Kale                    | 5 de junho de 2015 12 de janeiro de 2016 22 de janeiro de 2016      | 205                | 2.19                   |
| 28               | 7                | "Garota Conhece as Regras(BR) Riley e as Regras (PT)" "Girl Meets Rules"                                                                         | Rider Strong Shiloh Strong   | Randi Barnes                   | 12 de junho de 2015 19 de janeiro de 2016 5 de fevereiro de 2016    | 211                | 2.04                   |
| 29               | 8                | "Garota Conhece o Furacão(BR) Riley e o Furacão (PT)" "Girl Meets Hurricane"                                                                     | William Russ                 | Matthew Nelson                 | 19 de junho de 2015 26 de janeiro de 2016 19 de fevereiro de 2016   | 209                | 2.07                   |
| 30               | 9                | "Garota Conhece Sr. Esquilos Vai Para Washington(BR) Riley e o Sr. Esquilos Vai a Washington (PT)" "Girl Meets Mr. Squirrels Góes to Washington" | Rider Strong Shiloh Strong   | Mark Blutmas                   | 10 de julho de 2015 2 de fevereiro de 2016 26 de fevereiro de 2016  | 210                | 2.09                   |
| 31               | 10               | "Garota Conhece o Novo Professor(BR) Riley e a Nova Professora (PT)" "Girl Meets the New Teacher"                                                | Joel Zwick                   | Michael Jacobs                 | 17 de julho de 2015 9 de fevereiro de 2016 4 de março de 2016       | 212                | 2.37                   |
| 32               | 11               | "Garota Conhece Peixe(BR) Riley e o Peixe (PT)" "Girl Meets Fish"                                                                                | Michael A. Joseph            | David J. Jacobs Michael Jacobs | 24 de julho de 2015 11 de outubro de 2015 18 de novembro de 2015    | 119                | 2.19                   |
| 33               | 12               | "Garota Conhece o Anuário(BR) Riley e o Anuário (PT)" "Girl Meets Yearbook"                                                                      | Rider Strong Shiloh Strong   | Teresa Kale                    | 7 de agosto de 2015 16 de fevereiro de 2016 11 de março de 2016     | 214                | 2.33                   |
| 34               | 13               | "Garota Conhece o Semi-Formal(BR) Riley e o Baile Semiformal (PT)" "Girl Meets Semi-Formal"                                                      | Joel Zwick                   | Will Friedle                   | 14 de agosto de 2015 23 de fevereiro de 2016 25 de março de 2016    | 216                | 2.20                   |
| 35               | 14               | "Garota Conhece Criatividade(BR) Riley e a Criatividade (PT)" "Girl Meets Creativity"                                                            | Rider Strong Shiloh Strong   | Matthew Nelson                 | 21 de agosto de 2015 2 de junho de 2016 1 de abril de 2016          | 218                | 2.26                   |
| 36               | 15               | "Garota Conhece Eu Sou Farkle(BR) Riley e o Eu Sou Farkle (PT)" "Girl Meets I Am Farkle"                                                         | Willie Garson                | Mark Blutman                   | 11 de setembro de 2015 9 de junho de 2016 15 de abril de 2016       | 217                | 1.85                   |
| 37               | 16               | "Garota Conhece Cory e Topanga(BR) Riley e Cory e Topanga(PT)" "Girl Meets Cory and Topanga"                                                     | Ben Savage                   | Josh Jacobs                    | 18 de setembro de 2015 16 de junho de 2016 22 de abril de 2016      | 220                | 2.42                   |
| 38               | 17               | "Garota Conhece a Cidade da Riley(BR) Riley e o Mundo de Riley(PT)" "Girl Meets Rileytown"                                                       | Michael A. Joseph            | Lauren Otero                   | 25 de setembro de 2015 23 de junho de 2016 6 de maio de 2016        | 223                | 2.62                   |
| 39               | 18               | "Garota Conhece O Mundo De Terror 2(BR) Riley e o Terror 2(PT)" "Girl Meets World: of Terror 2"                                                  | Joel Zwick                   | Jeff Menell                    | 2 de outubro de 2015 29 de outubro de 2015 21 de outubro de 2016    | 215                | 2.38                   |
| 40               | 19               | "Garota Conhece as Líderes de Torcida(BR) Riley e a Claque(PT)" "Girl Meets Rah Rah"                                                             | Joel Zwick                   | Randi Barnes                   | 9 de outubro de 2015 30 de junho de 2016 13 de maio de 2016         | 222                | 3.31                   |
| 41               | 20               | "Garota Conhece Texas:Parte 1(BR) Riley e o Texas - Parte 1 (Parte 1 de 3)(PT)" "Girl Meets Texas: Part 1"                                       | Rider Strong Shiloh Strong   | Michael Jacobs Matthew Nelson  | 16 de outubro de 2015 26 de junho de 2016 15 de julho de 2016       | 224                | 2.94                   |
| 42               | 21               | "Garota Conhece Texas:Parte 2(BR) Riley e o Texas - Parte 2 (Parte 2 de 3)(PT)" "Girl Meets Texas: Part 2"                                       | Rider Strong Shiloh Strong   | Michael Jacobs Matthew Nelson  | 17 de outubro de 2015 26 de junho de 2016 15 de julho de 2016       | 225                | 2.88                   |
| 43               | 22               | "Garota Conhece Texas:Parte 3(BR) Riley e o Texas - Parte 3(Parte 3 de 3)(PT)" "Girl Meets Texas: Part 3"                                        | Ben Savage                   | Michael Jacobs Matthew Nelson  | 18 de outubro de 2015 26 de junho de 2016 22 de julho de 2016       | 227                | 3.12                   |
| 44               | 23               | "Garota Conhece o Projeto de Perdão(BR) Riley e o Projeto de Perdoar(PT)" "Girl Meets the Forgiveness Project"                                   | Joel Zwick                   | Matthew Nelson                 | 6 de novembro de 2015 4 de agosto de 2016 1 de julho de 2016        | 221                | 2.51                   |
| 45               | 24               | "Garota Conhece a Crença(BR) Riley e as Crenças(PT)" "Girl Meets Belief"                                                                         | Joel Zwick                   | Jeff Menell                    | 13 de novembro de 2015 11 de agosto de 2016 8 de julho de 2016      | 213                | 2.15                   |
| 46               | 25               | "Garota Conhece o Ano Novo(BR) Riley e o Ano Novo(PT)" "Girl Meets the New Year"                                                                 | Joel Zwick                   | Mark Blutman                   | 4 de dezembro de 2015 10 de dezembro de 2016 30 de dezembro de 2016 | 229                | 2.07                   |
| 47               | 26               | "Garota Conhece a Haste(BR) Riley e Cory e a Ciência(PT)" "Girl Meets STEM"                                                                      | Rider Strong e Shiloh Strong | Teresa Kale                    | 8 de janeiro de 2016 18 de agosto de 2016 22 de julho de 2016       | 219                | 1.62                   |
| 48               | 27               | "Garota Conhece o Dinheiro(BR) Riley e o Dinheiro(PT)" "Girl Meets Money"                                                                        | Rider Strong e Shiloh Strong | Aaron Jacobs                   | 22 de janeiro de 2016 25 de agosto de 2016 15 de julho de 2016      | 226                | 2.20                   |
| 49               | 28               | "Riley e o Comunismo(PT)" "Girl Meets Commonism"                                                                                                 | Danielle Fishel              | Joshua Jacobs                  | 12 de fevereiro de 2016 Episodio Cancelado 29 de julho de 2016      | 206                | 1.75                   |
| 50               | 29               | "Garota Conhece a Janela da Sacada(BR) Riley e a Janela(PT)" "Girl Meets Bay Window"                                                             | Ben Savage                   | Joshua Jacobs                  | 19 de fevereiro de 2016 1 de setembro de 2016 29 de julho de 2016   | 228                | 1.70                   |
| 51               | 30               | "Garota Conhece o Legado(BR) Riley e o Legado(PT)" "Girl Meets Legacy"                                                                           | Joel Zwick                   | Randi Barnes                   | 11 de março de 2016 8 de setembro de 2016 16 de dezembro de 2016    | 230                | 1.70                   |

### 3ª Temporada (2016-17)
- Peyton Meyer está ausente por dois episódios.
- Corey Fogelmanis está ausente por um episódio.
- August Maturo está ausente por quatro episódios.
- A terceira temporada nunca foi exibida no Disney Channel Portugal, mas estreou toda no lançamento português do Disney +.

| Episódio (série) | Episódio (temp.) | Título | Dirigido por                 | Escrito por                        | Exibição original                                                 | Código de produção | Audiência (em milhões) |
| --- | ---------------- | --- | ---------------------------- | ---------------------------------- | ----------------------------------------------------------------- | ------------------ | ---------------------- |
| 52 | 1                | "Riley e a Escola Secundária: Parte 1 (PT) Garota Conhece o Ensino Médio: Parte 1 (BR)" "Girl Meets High School: Part 1"       | Joel Zwick                   | Michael Jacobs                     | 3 de junho de 2016 15 de setembro de 2020 2 de novembro de 2016   | 301                | 1.89                   |
| Participações: Amir Mitchell-Townes como Zay Babineaux, Cecilia Balagot como Smackle, Ava Kolker como Ava Morgenstern, Luke Benward como Thor, Claudia Lee como Francesca, Ashley Argota Como Nikki, Katie Sarife como Marly, Gianna Lepera como Sofia |                  | |                              |                                    |                                                                   |                    |                        |
| 53 | 2                | "Riley e a Escola Secundária: Parte 2 (PT) Garota Conhece o Ensino Médio: Parte 2 (BR)" "Girl Meets High School: Part 2"       | Joel Zwick                   | Matthew Nelson                     | 5 de junho de 2016 15 de setembro de 2020 2 de novembro de 2016   | 302                | 2.23                   |
| Participações: Billy Gardell como treinador Bobby Campagnola, Amir Mitchell-Townes como Zay Babineaux, Cecilia Balagot como Smackle, Ava Kolker como Ava Morgenstern, Luke Benward como Thor, Claudia Lee como Francesca, Ashley Argota como Nikki, Katie Sarife como Marly |                  | |                              |                                    |                                                                   |                    |                        |
| 54 | 3                | "Riley e o Registo Permanente (PT) Garota Conhece o Histórico Escolar (BR)" "Girl Meets Permanent Record"                      | Rider Strong e Shiloh Strong | Mackenzie Yeager                   | 10 de junho de 2016 15 de setembro de 2020 13 de novembro de 2016 | 303                | 1.53                   |
| Participações: Amir Mitchell-Townes como Zay Babineaux, Cecilia Balagot como Smackle, Anahi Bustillos como a Señora Feinstein-Chang |                  | |                              |                                    |                                                                   |                    |                        |
| 55 | 4                | "Riley e Jexica (PT) Garota Conhece a Jéxica (BR)" "Girl Meets Jexica"                                                         | Rider Strong e Shiloh Strong | Teresa Kale                        | 17 de junho de 2016 15 de setembro de 2020 13 de novembro de 2016 | 304                | 1.63                   |
| Participações: Amir Mitchell-Townes como Zay Babineaux, Ava Kolker como Ava Morgenstern, Emily Robinson como Amy |                  | |                              |                                    |                                                                   |                    |                        |
| 56 | 5                | "Riley e o Triângulo (PT) Garota Conhece o Triângulo (BR)" "Girl Meets Triangle"                                               | Ben Savage                   | Joshua Jacobs                      | 24 de junho de 2016 15 de setembro de 2020 1 de dezembro de 2016  | 305                | 2.13                   |
| Participações: Amir Mitchell-Townes como Zay Babineaux, Cheryl Texiera como Katy Hart, Aaron Lazar como Sr. Jackson, Diamante Branco como Sage Ausente: August Maturo como Auggie Matthews Nota: O episódio termina com uma declaração a ser continuada após os créditos finais. |                  | |                              |                                    |                                                                   |                    |                        |
| 57 | 6                | "Riley e o Norte (PT) Garota Conhece o Norte (BR)" "Girl Meets Upstate"                                                        | Joel Zwick                   | Mark Blutman                       | 8 de julho de 2016 15 de setembro de 2020 8 de dezembro de 2016   | 306                | 1.73                   |
| Participações: Rider Strong como Shawn Hunter, Amir Mitchell-Townes como Zay Babineaux, Cheryl Texiera como Katy Hart, Aaron Lazar como Sr. Jackson Ausente: August Maturo como Auggie Matthews |                  | |                              |                                    |                                                                   |                    |                        |
| 58 | 7                | "Riley e a Verdadeira Maya (PT) Garota Conhece a Verdadeira Maya (BR)" "Girl Meets True Maya"                                  | Danielle Fishel              | Matthew Nelson                     | 15 de julho de 2016 15 de setembro de 2020 1 de julho de 2017     | 307                | 1.82                   |
| Participações: Cheryl Texiera como Katy Hart, Cooper Friedman como Doy, Reginald VelJohnson como Oficial James, Mia Xitlali como Carla, Kylee Russell como Renee |                  | |                              |                                    |                                                                   |                    |                        |
| 59 | 8                | "Riley e a Estância de Ski: Parte 1 (PT) Garota Conhece a Estação de Esqui: Parte 1 (BR)" "Girl Meets Ski Lodge: Part 1"       | Rider Strong e Shiloh Strong | Teresa Kale                        | 22 de julho de 2016 15 de setembro de 2020 22 de dezembro de 2016 | 312                | 2.20                   |
| Participações: Amir Mitchell-Townes como Zay Babineaux, Cecilia Balagot como Smackle, Uriah Shelton como Joshua Matthews, Curran Walters como Evan |                  | |                              |                                    |                                                                   |                    |                        |
| 60 | 9                | "Riley e a Estância de Ski: Parte 2 (PT) Garota Conhece a Estação de Esqui: Parte 2' (BR)" "Girl Meets Ski Lodge: Part 2"      | Rider Strong e Shiloh Strong | Aaron Jacobs                       | 29 de julho de 2016 15 de setembro de 2020 29 de dezembro de 2016 | 313                | 1.78                   |
| Participações: Amir Mitchell-Townes como Zay Babineaux, Cecilia Balagot como Smackle, Uriah Shelton como Joshua Matthews, Curran Walters como Evan Ausente: August Maturo como Auggie Matthews |                  | |                              |                                    |                                                                   |                    |                        |
| 61 | 10               | "Riley e Aceito (PT) Garota Conhece o Eu Aceito (BR)" "Girl Meets I Do"                                                        | Ben Savage                   | Mark Blutman                       | 12 de agosto de 2016 15 de setembro de 2020 1 de julho de 2017    | 311                | 2.06                   |
| Ausentes: Peyton Meyer como Lucas Frade, Corey Fogelmanis como Farkle Minkus |                  | |                              |                                    |                                                                   |                    |                        |
| 62 | 11               | "Riley e o Mundo Real (PT) Garota Conhece o Mundo Real (BR)" "Girl Meets Sassy HalterTop Girl Meets the Real World"            | Ben Savage                   | Joshua Jacobs                      | 19 de agosto de 2016 15 de setembro de 2020 1 de julho de 2017    | 309                | 1.56                   |
| Participações: Amir Mitchell-Townes como Zay Babineaux, Cecilia Balagot como Smackle, Justin Dray como Dois Sapatos do Louie |                  | |                              |                                    |                                                                   |                    |                        |
| 63 | 12               | "Riley e o Urso (PT) Garota Conhece o Urso (BR)" "Girl Meets Bear"                                                             | Robin Bronner                | Mackenzie Yeager                   | 26 de agosto de 2016 15 de setembro de 2020 1 de julho de 2017    | 315                | 1.86                   |
| Participações: Amir Mitchell-Townes como Zay Babineaux, Uriah Shelton como Joshua Matthews, Lindsey Lamer como Young Riley, Ivy George como Jovem Maya, Ocean Maturo como Young Auggie. |                  | |                              |                                    |                                                                   |                    |                        |
| 64 | 13               | "Riley e a Grande Senhora de Nova Iorque (PT) Garota Conhece a Lady de Nova York (BR)" "Girl Meets the Great Lady of New York" | Rider Strong e Shiloh Strong | Jeff Menell                        | 16 de setembro de 2016 15 de setembro de 2020 1 de julho de 2017  | 310                | 1.42                   |
| Participações: Amir Mitchell-Townes como Zay Babineaux, Ava Kolker como Ava Morgenstern, Andrew Ortega como Raffi |                  | |                              |                                    |                                                                   |                    |                        |
| 65 | 14               | "Riley e Ela Não Gosta de Mim (PT) Garota Conhece o Porquê Dela Não Gostar de Mim (BR)" "Girl Meets She Don't Like Me"         | Michael A. Joseph            | Jeff Menell                        | 23 de setembro de 2016 15 de setembro de 2020 1 de julho de 2017  | 308                | 1.77                   |
| Participações: Amir Mitchell-Townes como Zay Babineaux, Cecilia Balagot como Smackle, Brian Scolaro como Sr. Fanucci |                  | |                              |                                    |                                                                   |                    |                        |
| 66 | 15               | "Riley e o Mundo do Terror 3 (PT) Garota Conhece o Mundo: de Terror 3 (BR)" "Girl Meets World: of Terror 3"                    | Michael A. Joseph            | Joshua Jacobs                      | 14 de outubro de 2016 15 de setembro de 2020 1 de julho de 2017   | 317                | 1.73                   |
| Participações: Ava Kolker como Ava Morgenstern, Cecilia Balagot como Smackle, Cooper Friedman como Doy, Lindsey Lamer como Riley Jovem, Ivy George como Maya Jovem |                  | |                              |                                    |                                                                   |                    |                        |
| 67 | 16               | "Riley e o Seu Monstro (PT) Garota Conhece seu Monstro (BR)" "Girl Meets Her Monster"                                          | Danielle Fishel              | Ibrahim Ashmawey e Danielle Fishel | 4 de novembro de 2016 15 de setembro de 2020 1 de julho de 2017   | 316                | 1.61                   |
| Participações: Amir Mitchell-Townes como Zay Babineaux, Sarah Carpenter como Sarah |                  | |                              |                                    |                                                                   |                    |                        |
| 68 | 17               | "Riley e o Hollymundo (PT) Garota Conhece o Mundo de Hollywood (BR)" "Girl Meets Hollyworld"                                   | Ben Savage                   | Mackenzie Yeager                   | 25 de novembro de 2016 15 de setembro de 2020 1 de julho de 2017  | 318                | 1.21                   |
| Participações: Amir Mitchell-Townes como Zay Babineaux, Cheryl Texiera como Katy Hart, Stephanie Lemelin como Anastasia Boulangerie, Sarah Carpenter como Sarah Ausente: August Maturo como Auggie Matthews |                  | |                              |                                    |                                                                   |                    |                        |
| 69 | 18               | "Riley e a Maya de Natal (PT) Garota Conhece o Natal da Maya (BR)" "Girl Meets a Christmas Maya"                               | Ben Savage                   | Teresa Kale                        | 2 de dezembro de 2016 15 de setembro de 2020 1 de julho de 2017   | 314                | 1.20                   |
| Participações: Amir Mitchell-Townes como Zay Babineaux, Ava Kolker como Ava Morgenstern, Cheryl Texiera como Katy Hart, Cecilia Balagot como Smackle Ausente: Peyton Meyer como Lucas Friar |                  | |                              |                                    |                                                                   |                    |                        |
| 70 | 19               | "Riley e os Dezasseis Anos (PT) Garota Conhece os Dezesseis Anos (BR)" "Girl Meets Sweet Sixteen"                              | Danielle Fishel              | Michael Jacobs                     | 13 de janeiro de 2017 15 de setembro de 2020 1 de julho de 2017   | 319                | 1.36                   |
| Participações: Amir Mitchell-Townes como Zay Babineaux, Cecilia Balagot como Smackle |                  | |                              |                                    |                                                                   |                    |                        |
| 71 | 20               | "Riley e o Adeus (PT) Garota Conhece o Adeus (BR)" "Girl Meets Goodbye"                                                        | Joel Zwick                   | Michael Jacobs                     | 20 de janeiro de 2017 15 de setembro de 2020 1 de julho de 2017   | 320                | TBA                    |
| Estrelas Convidadas: William Daniels as Mr. Feeny Participações: Rider Strong como Shawn Hunter, Will Friedle como Eric Matthews, Amir Mitchell-Townes como Zay Babineaux, Ava Kolker como Ava Morgenstern, Cecilia Balagot como Smackle, Cheryl Texiera como Katy Hart, Uriah Shelton como Joshua Matthews, William Russ como Alan Matthews, Betsy Randle como Amy Matthews, Lee Norris como Stuart Minkus, Danny McNulty como Harley Keiner, Anthony Tyler Quinn como Jonathan Turner, Lily Nicksay como Morgan Matthews (Primeira), Lindsay Ridgeway como Morgan Matthews (Segunda) |                  | |                              |                                    |                                                                   |                    |                        |

### Especial (2017)
| Episódio (série) | Episódio (temp.) | Título                                      | Dirigido por | Escrito por                           | Exibição original                           | Código de produção | Audiência (em milhões) |
| ---------------- | ---------------- | ------------------------------------------- | ------------ | ------------------------------------- | ------------------------------------------- | ------------------ | ---------------------- |
| 72               | 1                | "O Mundo e a Riley (PT)" "World Meets Girl" | Joel Zwick   | Matthew Nelson e Geralyn Ricciardella | 6 de janeiro de 2017 15 de setembro de 2020 | 321-60             | 1.45                   |